# Джулат
Джула́т (кабард.-черк. Жулат) — посёлок в Терском районе Кабардино-Балкарской Республики.
Образует муниципальное образование сельское поселение Джулат как единственный населённый пункт в его составе.

## География
Селение расположено в западной части Терского района, на правом берегу реки Терек. Находится в 20 км к северу от районного центра Терек, в 2,5 км к востоку от города Майский и в 60 км к северо-востоку от города Нальчик.
Площадь территории сельского поселения составляет — 5,48 км². Большую часть земельного фонда занимают сельскохозяйственные угодья.
Граничит с землями населённых пунктов: Красноармейское и Куян на востоке, Арик на юге, а также на западе с городом Майский, который расположен на противоположном берегу реки Терек.
Населённый пункт расположен на Джулатской возвышенности в пределах наклонной Кабардинской равнины, в переходной от предгорной в равнинную зоне республики. Средние высоты на территории посёлка составляют 255 метров над уровнем моря. Рельеф местности представляют собой в основном волнистую наклонную равнину. На западе и севере вдоль долины реки Терек тянутся обрывы и бугристые возвышенности. На востоке возвышаются западные склоны Арикского хребта.
Гидрографическая сеть представлена рекой Терек. К северу от посёлка проходит Малокабардинский канал. Здесь же находится головной офис Малокабардинской оросительной системы и плотина длиной в 228 метра на реке Терек. Уровень обеспечения местности грунтовыми водами высокая.
В районе посёлка преимущественно представлены плодородные почвы с карбонатными чернозёмами. В пойме реки Терек преобладают аллювиальные почвы на супесчаных и легкосуглинистых рыхлых породах.
Местный ландшафт характеризуется густой травянистой растительностью. Она представлена полынью, ковылём и различными злаками. На более увлажнённых участках растут сочные травы: клевер, тимофеевка, овсяница. Долина реки Терек занята приречными лесами. В северо-западной окраине посёлка расположен сосновый бор.
Климат влажный умеренный. Лето жаркое. Средняя температура воздуха в июле составляет около +23,0°С. Зима мягкая и длится около трех месяцев с частыми оттепелями. Средняя температура января составляет −2,5°С. В общем среднегодовая температура воздуха составляет +10,5°С. Среднегодовое количество осадков составляет около 630 мм. В августе возможны засухи, вызванные воздействием воздушных течений исходящими из Прикаспийской низменности.

## История
Местность на которой ныне расположен посёлок Джулат был заселён с древнейших времён, и некогда здесь находился золотоордынский город Нижний Джулат.
Первые сведения о нём содержатся в сочинениях средневековых авторов XV века: Шариф ад-Дина Али Йезди, Назим ад-Дина Шами, Фомы Мецопского и других. В своих географических трудах в XIX веке, о местности Джулат (или Жулат) расположенном на правом берегу Терека, упоминали путешественники и исследователи И. Ф. Бларамбег, В. Г. Тизенгаузен и другие.
К середине XIII века здесь процветал богатый аланский город, который был разрушен после нашествия монголо-татарских полчищ.
Благодаря своему удобному расположению на крутой обрывистой возвышенности над рекой Терек, Нижний Джулат вскоре был восстановлен золотоордынскими ханами. Ими же над обрывом была построена большая соборная мечеть.
В конце XIV века среднеазиатский завоеватель Тамерлан во время своего похода на Золотую Орду, разрушил город Нижний Джулат, и впоследствии он больше не восстанавливался. Однако его название сохранилось у местных народов.
Современное селение было основано в 1929 году в ходе строительства Мало-Кабардинской оросительной системы (МКОС).
Сдача в эксплуатацию Мало-Кабардинского оросительного канала и его Головного сооружения на реке Терек 1 мая 1929 года, положило начало новому летосчислению посёлка Джулат.
Первоначально рабочий посёлок представлял собой 6 жилых домов барачного типа, для обслуживающего персонала Головного сооружения. И одноэтажное административное здание конторы. Первые жители посёлка были из числа тех, кто активно участвовал в строительстве МКОС, а после остались жить в Джулате.
Посёлок несколько раз передавался под управление администрации горсовета города Майского. В 1963 году в посёлке окончательно был сформирован самостоятельный сельсовет в составе Терского района.

## Население
| 2002 | 2010 | 2012 | 2013 | 2014 | 2015 | 2016 |
| ---- | ---- | ---- | ---- | ---- | ---- | ---- |
| 277  | ↘272 | ↗277 | ↗278 | →278 | ↘268 | ↗275 |
| 2017 | 2018 | 2019 | 2020 | 2021 | 2023 | 2024 |
| ↘266 | ↘259 | ↘257 | ↗260 | ↗283 | ↗290 | ↗291 |
| 2025 |      |      |      |      |      |      |
| ↘290 |      |      |      |      |      |      |

Плотность — 52.92 чел./км².
Национальный состав
По данным Всероссийской переписи населения 2010 года:
| Народ         | Численность, чел. | Доля от всего населения, % |
| ------------- | ----------------- | -------------------------- |
| кабардинцы    | 243               | 89,3 %                     |
| русские       | 25                | 9,2 %                      |
| осетины       | 3                 | 1,1 %                      |
| азербайджанцы | 1                 | 0,4 %                      |
| всего         | 272               | 100 %                      |

По данным Всероссийской переписи населения 2021 года:
| Народ               | Численность, чел. | Доля от всего населения, % |
| ------------------- | ----------------- | -------------------------- |
| кабардинцы          | 235               | 83,04 %                    |
| русские             | 31                | 10,95 %                    |
| другие / не указано | 17                | 6,01 %                     |
| всего               | 283               | 100,0 %                    |

Поло-возрастной состав
По данным Всероссийской переписи населения 2010 года:
| Возраст     | Мужчины, чел. | Женщины, чел. | Общая численность, чел. | Доля от всего населения, % |
| ----------- | ------------- | ------------- | ----------------------- | -------------------------- |
| 0 — 14 лет  | 26            | 25            | 51                      | 18,7 %                     |
| 15 — 59 лет | 87            | 110           | 197                     | 72,4 %                     |
| от 60 лет   | 12            | 12            | 24                      | 8,8 %                      |
| Всего       | 125           | 147           | 272                     | 100,0 %                    |

Мужчины — 125 чел. (46,0 %). Женщины — 147 чел. (54,0 %).
Средний возраст населения — 33,4 лет. Медианный возраст населения — 31,1 лет.
Средний возраст мужчин — 32,1 лет. Медианный возраст мужчин — 29,5 лет.
Средний возраст женщин — 34,6 лет. Медианный возраст женщин — 32,3 лет.

## Местное самоуправление
Структуру органов местного самоуправления сельского поселения составляют:
- Глава сельского поселения — Алагиров Арсен Мадинович.
- Администрация сельского поселения Джулат — состоит из 3 человек.
- Совет местного самоуправления сельского поселения Джулат — состоит из 5 депутатов.

Адрес администрации сельского поселения — посёлок сельского типа Джулат, ул. Сибилова, № 16.

## Достопримечательности
- Руины и раскопки древнего городища Джулат
- Головное сооружение Мало-Кабардинской оросительной системы
- Долина поймы реки Терек внизу Джулатской возвышенности.

## Инфраструктура
В посёлке имеются фельдшерско-акушерский пункт и детский сад, рассчитанные на количество жителей села.

## Экономика
Экономика посёлка в основном связана с деятельностью Мало-Кабардинской оросительной системы.

## Улицы
| Молодёжная |

| Надтеречная |

| Сибилова |